# Didemnidae
Didemnidae es una familia de ascidias tunicados en el orden Enterogona. Que describe un grupo de animales marinos.

## Géneros
- Didemnopsis Hartmeyer, 1903
- Didemnum Savigny, 1816
- Diplosoama Macdonald, 1859
- Echinoclinum Van Name, 1902
- Leptoclinides Bjerkan, 1905
- Lissoclinum Verrill, 1871
- Polysyncraton Nott, 1891
- Trididemnum Della Valle, 1881